# LOCAL DEFENSE ORGANIZATION
「LOCAL DEFENSE ORGANIZATION」（ローカル・ディフェンス・オーガニゼーション）は、RIZEのシングル。2012年10月17日にWarner Music Japanより発売された。Warner移籍後初シングル。

## 収録曲
全作詞：JESSE / 作曲：RIZE / 編曲：草間圭
1. LOCAL DEFENSE ORGANIZATION [4:15]
  - ストライド CMソング[2]。2006年に発表した楽曲「heiwa」のアンサーソングとして書かれた。東日本大震災後に書かれ、「311」というワードが登場する。JESSEは「"3.11"を別の日に変えたら、別に悲しいことは歌ってない。けど、こういう日はまた訪れるし、悲しい出来事はいっぱい起こる。そういうことに対して"オフェンス"ではなく"ディフェンス"が大切だと思った」と話している。タイトルに関しては「RIZEは下北から始まった数少ない東京出身のバンドだから、自分たちのローカルをもっと大事にしたい、っていう気持ちがあった」[3]。元々「THE SUN」をシングルにしようと思っていたが、サポート・ギタリストのRIOが参加している楽曲がいいという理由でこの楽曲が選ばれた。JESSEは「今のRIZEはRIOを含めた四人だと思ってる。"THE SUN"はそれ以前にあった曲だから。そんなときタイアップの話が来て、リフの感じいいですね、と拾ってもらえたのが理由」[4]。
2. KAMI (2012.5.27 Live at Akasaka BLITZ) [4:03]
3. RESPECT (2012.5.27 Live at Akasaka BLITZ) [3:10]
4. GHOST (2012.5.27 Live at Akasaka BLITZ) [4:45]
  - 2012年に行われた東名阪ツアーの最終日、5月27日の赤坂BLITZでの音源を収録[5]。JESSEは以前からライヴCDをリリースしたかったらしく、「ようやくちょっとだけカタチになった」と話している[4]。